# يوسف ندياي (لاعب كرة قدم)
يوسف ندياي (بالإنجليزية: Youssoupha N'Diaye) (من مواليد 7 أكتوبر 1997) هو لاعب كرة قدم سنغالي محترف يلعب كمدافع لنادي باريس.

## مسيرته الكروية
في 17 مايو 2020، انتقل يوسف إلى نادي باريس من نادي ليون لا دوتشر.
وظهر لأول مرة مع نادي باريس في مباراة فاز فيها الفريق بنتيجة 3-0 في الدوري على نادي شامبلي في 22 أغسطس 2020.